# Gandanameno spenceri
Gandanameno spenceri är en spindelart som först beskrevs av Pocock 1900.  Gandanameno spenceri ingår i släktet Gandanameno och familjen sammetsspindlar. Inga underarter finns listade i Catalogue of Life.